# Pothyne alorensis
Pothyne alorensis är en skalbaggsart som beskrevs av Stefan von Breuning 1966. Pothyne alorensis ingår i släktet Pothyne och familjen långhorningar. Inga underarter finns listade i Catalogue of Life.